# Årby, Nysätra
Årby är en gård i Nysätra socken i Enköpings kommun.
Årby har i äldre tider varit en kronogård, men förlänades 1643 till hovbagaren Anders Jonsson som 1650 erhöll sätesfrihet för Årby. 1667 återgick den till kronan och förlänades därefter till Jonas Klingstedt som sålde förläningen till Zakarias Gamoiski som skrev sig hit. 1679 såldes Årby till Per Larsson Sparre som gjorde den till en ladugård under Resta. Årby var därefter fram till omkring 1730 utarrenderad till olika bönder vid godset, men styckades omkring 1740 upp i sex olika arrendetorp. En gammal "caractersbyggning" stod ännu 1751 kvar på platsen. 1776 såldes Årby till Georg Vilhelm af Sillén på Ryda gård som lät bruka gården direkt under Ryda med hjälp av ett rättarlag. Hans syster, änkepastorskan Kock med barn bodde fram till sin död 1800 i Årby med understöd från paret af Sillén. Efter Georg Vilhelm af Sillén ärvdes Årby av hans änka och därefter sonen Gustaf af Sillén och hans änka och barn. Årby var då utarrenderat, och såldes 1895 till bonden Johan Olof Johansson, som lät uppföra en ny bondgård på platsen. 